# 成都府

四川省の成都府の位置（1820年）

成都府（せいとふ）は、中国にかつて存在した府。唐代から民国初年にかけて、現在の四川省成都市一帯に設置された。

## 概要
618年（武徳元年）、唐により隋の蜀郡が益州と改められた。742年（天宝元年）、益州は蜀郡と改称された。757年（至徳2載）、蜀郡は成都府に昇格し、剣南西川節度使が置かれた。成都府は剣南道に属し、成都・華陽・新都・郫・温江・双流・新繁・広都・犀浦・霊池の10県を管轄した。
981年（太平興国6年）、北宋により成都府は益州に降格された。988年（端拱元年）、益州は成都府の称にもどされた。994年（淳化5年）、成都府は益州に降格され、剣南西川節度が廃止された。1060年（嘉祐5年）、益州は成都府の称にもどされた。成都府は成都府路に属し、成都・華陽・新都・郫・温江・双流・新繁・広都・霊泉の9県を管轄した。
元により成都府は成都路と改められた。成都路は四川等処行中書省に属し、録事司と成都・華陽・新都・郫・温江・双流・新繁・仁寿・金堂の9県と彭州に属する濛陽・崇寧の2県と漢州に属する什邡・綿竹・徳陽の3県と安州に属する石泉県と灌州と崇慶州に属する晋原・新津の2県と威州に属する通化県と簡州に属する陽安・霊泉の2県、合わせて1司9県7州州領11県を管轄した。
1371年（洪武4年）、明により成都路は成都府と改められた。成都府は四川省に属し、直属の成都・華陽・新都・郫・温江・双流・新繁・仁寿・金堂・彭・崇寧・灌・井研・資・内江・安の16県と簡州に属する資陽県と崇慶州に属する新津県と漢州に属する什邡・綿竹・徳陽の3県と綿州に属する彰明・羅江の2県と茂州に属する汶川県と威州に属する保県、合わせて6州25県を管轄した。
清のとき、成都府は四川省に属し、成都・華陽・新都・郫・温江・双流・新繁・金堂・彭・崇寧・灌・新津・什邡・簡州・崇慶州・漢州の3州13県を管轄した。
1913年、中華民国により成都府は廃止された。